# Нови-Лигуре
Нови-Лигуре (итал. Novi Ligure [ˈnɔvi ˈligure], пьем. Neuve, Neuvi, лиг. Nêuve) — итальянская коммуна с населением 28 230 человек (74 611 в его городской зоне) в провинции Алессандрия, в Пьемонте, третья по численности населения после столицы и Казале-Монферрато.

## География
Город Нови-Лигуре расположен на северо-западе Италии, в провинции Алессандрия региона Пьемонт. Город состоит из двух частей — Мерелла и Барбеллотта. Население коммуны равно 28.591 человеку (на 1 января 2009 г.). Площадь его — 54,22 км². 
Покровителем коммуны почитается Пресвятая Богородица, празднование 5 августа.

## История
Ранее известный просто как Нови, он принял свое нынешнее название в силу королевского указа от 11 января 1863 года. 
В ходе своей истории, благодаря своему стратегическому географическому положению, он стал первым объектом споров древних средневековых итальянских государств, а затем и главным центром Республики Генуя в историческом регионе Олтрегиого, как перекресток коммерческого и денежного движения между Superba и Паданской низменностью.  
28 августа 1799 года здесь, в битве при Нови, российско-австрийские войска под командованием А. В. Суворова разгромили французскую армию.

## Города-побратимы
- Сорбье, Франция (2008)
- Эльбасан, Албания (2009)
- Бистер, Великобритания (2010)